# Antonio Fernández-Cid
Antonio Fernández-Cid de Temes (Orense, 1 de noviembre de 1916-Bilbao, 3 de marzo de 1995) fue un militar, musicólogo y periodista musical gallego.

## Trayectoria
Hijo nacido en el seno de una numerosa familia orensana, comenzó a estudiar Derecho, pero al estallar la Guerra Civil Española se alistó en el ejército sublevado, donde fue ascendiendo de alférez a teniente coronel de intervención. Al finalizar la guerra, y sin apartarse del ejército, comienza a colaborar esporádicamente y como suplente del crítico musical del momento, en el periódico ABC. Posteriormente pasa a la revista Tarea y luego al periódico orgánico del régimen franquista Arriba, donde escribe desde 1943 hasta 1952. En ese año obtiene un contrato con ABC, ya como crítico musical titular, que mantiene hasta 1960. En ese año pasa al Informaciones, pero regresa en 1966 al ABC, que ya no abandonará hasta su muerte. Además, también escribió esporádicamente en otros periódicos españoles y regionales del momento, como La Vanguardia, Mundo Hispánico, Diario Vasco, La Estafeta Literaria etcétera. En 1961 recibe el Premio Rodríguez Santamaría, concedido por la Asociación de la Prensa de Madrid.
En la segunda mitad del siglo XX también colaboró como periodista musical en televisión y radio, y en 1965 obtuvo el Premio Nacional de Radio. En 1980 fue escogido miembro de la Real Academia de Bellas Artes de San Fernando. Su especialidad como crítico musical era la ópera.

## Obra
- Panorama de la música en España, 1950.
- Jesús Leoz, 1953
- La orquesta Nacional de España, 1954.
- Granados, 1956.
- La discoteca familiar, 1958.
- La música en los Estados Unidos, 1958.
- Argenta, 1958.
- Canciones de España, 1963.
- Músicos que fueron nuestros amigos, 1967.
- Victoria de los Ángeles, 1970.
- Agenda musical. Efemérides, 1970.
- Ataúlfo Argenta, 1970.
- La música y los músicos españoles en el siglo XX, 1973.
- La música española en el siglo XX, 1973.
- Puccini, 1974.
- Once ensayos sobre el arte: el crítico musical, 1974.
- La ópera, 1976.
- Cien corderos de teatro musical en España, 1977.
- Festivales de música en el mundo, 1977.
- Eduardo Toldrá, 1977.
- Doce grandes de la música española, 1979.
- Granada: historia de un festival, 1984.
- Un año de música en España, 1987.
- Historia del Teatro Real como sala de conciertos: 1966-1988, 1992.
- Jacinto Guerrero: el hombre y su estela, 1994.

## Vida personal
Estuvo casado con Dolores Alcolea Hermosilla, tuvo ocho hijos. Fue enterrado en Pozuelo de Alarcón.

## Galardones
- Hijo predilecto de Orense.
- Hijo adoptivo de Madrid, a título póstumo.